# 2022 en athlétisme
Cet article récapitule les faits marquants de l'année 2022 en athlétisme, les grandes compétitions de l'année, les records mondiaux et continentaux battus en 2022 et les décès d'athlètes survenus cette même année.

## Événements

### Janvier
- 9 janvier : le Kenyan Daniel Ebenyo remporte les 10 km de Valence en 26 min 58 s devenant ainsi le 7e homme de l'histoire à parcourir la distance en moins de 27 min[1].
- 10 janvier : la Fédération française d'athlétisme change d'équipementier et signe un contrat courant jusqu'en 2025 avec Adidas, son sponsor historique. La FFA était engagé avec Asics depuis 2013[2].
- 30 janvier : le suisse Simon Ehammer s'impose lors de l'heptathlon du meeting X-Athletics. À cette occasion, il saute 8,26 m au saut en longueur, ce qui constitue un record mondial lors d'un heptathlon[3],[4].

### Février
- 1er février : le New York Times rend public le rapport d'enquête de la United States Center for SafeSport (en) qui a abouti à la suspension à vie de l'entraineur Alberto Salazar en raison d'agressions sexuelles commises à l'encontre d'une de ses athlètes[5].
- 10 février : à l'occasion de son 40e anniversaire, le sprinteur américain Justin Gatlin, champion olympique du 100 mètres en 2004, annonce mettre un terme à sa carrière[6].
- 11 février : le Kenyan Paul Lonyangata, double vainqueur du marathon de Paris, est suspendu jusqu'en mai 2023 à la suite d'un contrôle positif au furosémide[7].
- 17 février : au meeting Hauts-de-France Pas-de-Calais de Liévin, le Norvégien Jakob Ingebrigtsen s'empare du record du monde en salle du 1 500 mètres en parcourant la distance en 3 min 30 s 60[8].
- 18 février : la sprinteuse nigériane Blessing Okagbare est suspendue 10 ans pour usage de substances prohibées et non-coopération dans l'enquête menée par les autorités antidopage de l'Unité d'intégrité de l'athlétisme[9]. Le même jour, la Grande-Bretagne perd la médaille d'argent du 4x100m des Jeux olympiques de Tokyo en raison du test positif de Chijindu Ujah[10].
- 26 février : à College Station, l'Américaine Abby Steiner devient la deuxième femme la plus rapide de l'histoire sur 200 m en salle après avoir coupé la ligne d'arrivée en 22 s 09[11].
- 27 février : au 10 km de Castelló de la Plana, l'Éthiopienne Yalemzerf Yehualaw bat le record du monde du 10 kilomètres féminin en 29 min 14 s[12].

### Mars
- 1er mars : la Néo-zélandaise Valerie Adams, double championne olympique du lancer du poids, annonce mettre un terme à sa carrière[13].
- 1er mars : en raison de l'invasion de l'Ukraine par la Russie, la fédération internationale World Athletics annonce suspendre avec effet immédiat les athlètes russes et biélorusses de toutes les compétitions internationales[14].
- 2 mars : la triple-sauteuse vénézuélienne Yulimar Rojas saute 15,41 m, à 2 cm de son propre record du monde, et établit la deuxième meilleure performance de tous les temps de la discipline[15].
- 5 mars : avec un total de 13 médailles décrochées, la Chine remporte l'édition 2022 des championnats du monde par équipes de marche se déroulant à Mascate. L'épreuve reine du 35 kilomètres est remportée par le Suédois Perseus Karlström et l'Équatorienne Glenda Morejón[16].
- 6 mars : le kenyan Eliud Kipchoge remporte le marathon de Tokyo en 2 h 2 min 40 s. Sa compatriote Brigid Kosgei l'emporte chez les femmes en 2 h 16 min 2 s[17].

### Août
- 27 août : l'Espagnol Kilian Jornet remporte pour la 4e fois les 168 km de l'Ultra-trail du Mont-Blanc et signe le record de l'épreuve en 19 h 49 min 30 s. À la seconde place, le Français Mathieu Blanchard descend lui aussi sous la barre des 20 h en 19 h 54 min 50 s. L'américaine Katie Schide s'adjuge le classement féminin en 23 h 15 min 12 s[18].

### Septembre
- 1er septembre : les championnats du monde en salle 2023 prévus à Nanjing en Chine, sont reportés à 2025 en raison de la situation sanitaire liée à la pandémie de Covid-19[19].
- 3 septembre : le Français Frédéric Dagée, recordman de France du lancer de poids avec 20,75 m, annonce mettre un terme à sa carrière à l'âge de 29 ans[20].
- 8 septembre : se déroulant à Zurich, la finale du circuit de la Ligue de Diamant 2022 sacre 32 athlètes de 21 nationalités différentes. Les performances de Shelly-Ann Fraser-Pryce et Noah Lyles en sprint[21], Nina Kennedy au saut à la perche[22], ou encore Joe Kovacs au lancer du poids[23], sont particulièrement remarquées.
- 9 septembre : la Tchèque Barbora Špotáková, double championne olympique du lancer du javelot, annonce mettre un terme à sa carrière[24].
- 12 septembre : le vice-champion d'Europe 2022 du 3 000 mètres steeple, l'Italien Ahmed Abdelwahed, est suspendu à la suite d'un contrôle positif au meldonium survenu lors des championnats d'Europe[25].
- 18 septembre : le combinard grenadin Lindon Victor remporte le Décastar et s'adjuge par la même occasion la Coupe du monde des épreuves combinées. Chez les femmes, le Décastar est remporté conjointement par l'autrichienne Ivona Dadic et la néerlandaise Emma Oosterwegel[26]. La polonaise Adrianna Sulek remporte le classement mondial[27].
- 21 septembre : la kenyane Lilian Kasait Rengeruk est suspendue 10 mois après avoir été contrôlée positive au létrozole[28].
- 25 septembre : le kenyan Eliud Kipchoge bat à Berlin son propre record du monde du marathon en parcourant la distance en 2 h 1 min 9 s[29]. L'éthiopienne Tigist Assefa l'emporte chez les femmes en 2 h 15 min 37 s[30].

### Octobre
- 2 octobre : le Kenyan Amos Kipruto et l'éthiopienne Yalemzerf Yehualaw remportent le marathon de Londres dans les temps respectifs de 2 h 4 min 39 s et 2 h 17 min 26 s[31].
- 2 octobre : le père de Derek Redmond, Jim Redmond, qui était devenu mondialement connu lors des Jeux olympiques de 1992 lorsqu'il aida son fils blessé à franchir la ligne d'arrivée sous les ovations du public, meurt à l'âge de 81 ans[32].
- 3 octobre : l'ex-athlète française Laila Traby est condamnée à un an d'emprisonnement avec sursis et 3 000 euros d'amende après avoir été arrêtée en possession de produits dopants en 2014[33].
- 9 octobre : le Français Yann Schrub et la kenyane Cynthia Kosgei remportent les 20 km de Paris[34].
- 9 octobre : au marathon de Chicago, la kenyane Ruth Chepngetich remporte la course féminine en 2 h 14 min 18 s, synonyme de deuxième meilleure performance de l'histoire. Son compatriote Benson Kipruto l'emporte chez les hommes en 2 h 4 min 24 s[35].
- 10 octobre : le sprinteur britannique Chijindu Ujah est suspendu jusqu'au 5 juin 2023 à la suite d'un contrôle antidopage positif à l'ostarine et au S-23 datant des Jeux Olympiques de Tokyo[36].
- 11 octobre : le traileur kenyan Mark Kangogo, vainqueur de la Sierre-Zinal 2022, est suspendu après un contrôle positif à la norandrostérone et à l'acétonide de triamcinolone[37].
- 14 octobre : les Kenyanes Diana Kipyokei, vainqueure du marathon de Boston 2021, et Betty Wilson Lempus, vainqueure du semi-marathon de Paris 2021, sont suspendues en raison d'un contrôle positif a la triamcinolone[38].
- 19 octobre : le Polonais Jakub Krzewina, ex-détenteur du record du monde du relais 4×400 mètres en salle, est suspendu 15 mois par le Tribunal arbitral du sport en raison de manquements répétés aux règles de localisation antidopage[39].
- 23 octobre : la traileuse américaine Courtney Dauwalter remporte le classement féminin de la Diagonale des Fous en terminant 4e au scratch. Le français Beñat Marmissolle l'emporte chez les hommes[40].
- 24 octobre : la Russe Natalia Antyukh, reconnue coupable de dopage, voit ses résultats obtenus entre juillet 2012 et juin 2013 annulés et perd, par conséquent, son titre olympique sur 400 m haies acquit aux Jeux olympiques de Londres[41].
- 30 octobre : le Français Hassan Chahdi et l'éthiopienne Addisie Andualem remportent Marseille-Cassis[42].
- 31 octobre : les Relais mondiaux 2023, prévus en Chine à Guangzhou, sont reportés à 2025 en raison de la situation sanitaire liée à la pandémie de Covid-19[43].

### Novembre
- 6 novembre : le marathon de New York est remporté respectivement par le kenyan Evans Chebet en 2 h 8 min 41 s et la kenyane Helen Obiri en 2 h 25 min 49 s[44].
- 11 novembre : les championnats d'Europe d'athlétisme 2026 sont attribués à la ville de Birmingham, au Royaume-Uni[45].
- 27 novembre : le jamaïcain Asafa Powell, ex-recordman du monde du 100 mètres en 9 s 74, annonce sa retraite sportive[46].

### Décembre
- 4 décembre : au marathon de Valence, le Kenyan Kelvin Kiptum s'adjuge la course masculine en 2 h 1 min 53 s et devient 3e meilleur performeur de l'histoire. L'éthiopienne Amane Beriso remporte la course féminine en 2 h 14 min 58 s et devient, elle aussi, troisième meilleure performeuse de l'histoire[47].
- 5 décembre : le perchiste suédois Armand Duplantis et la hurdleuse américaine Sydney McLaughlin reçoivent le Trophée World Athletics de l'athlète de l'année. Le sprinteur américain Erriyon Knighton et la lanceuse de javelot serbe Adriana Vilagoš sont désignés Espoirs de l'année[48].
- 11 décembre : les norvégiens Jakob Ingebrigtsen et Karoline Bjerkeli Grøvdal remportent les courses élites des championnats d'Europe de cross-country se déroulant à Turin. La Grande-Bretagne s'adjuge le tableau des médailles[49].
- 13 décembre : l'américain Randolph Ross, champion olympique du relais 4×400 mètres en 2021, est suspendu 3 ans à la suite de plusieurs manquements aux obligations de localisation et pour la falsification d'un document[50].
- 16 décembre : le turc Aras Kaya, ancien champion d'Europe de cross-country, est suspendu 3 ans après avoir été contrôlé positif à l'EPO fin septembre 2022[51].
- 19 décembre : l'AIU suspend 3 athlètes kenyans pour des durées allant de 2 à 3 ans. Les athlètes concernés sont le sprinteur Mark Odhiambo ainsi que les marathoniens Maiyo Kibet et Alice Kimutai[52].
- 20 décembre : les marathoniennes kenyanes, Diana Kipyokei et Purity Rionoripo, sont condamnées respectivement à 6 ans et 5 ans de suspension pour des contrôles positifs aux corticoïdes aggravées de falsification de documents[53].

## Compétitions majeures

### Monde
- Championnats du monde par équipes de marche, à Mascate, les 4 et 5 mars.
- Championnats du monde en salle, à Belgrade, du 18 au 20 mars.
- Championnats ibéro-américains, à La Nucia, du 20 au 22 mai.
- Jeux méditerranéens, à Oran, du 30 juin au 3 juillet.
- Championnats du monde, à Eugene, du 15 au 24 juillet.
- Jeux du Commonwealth, à Birmingham, du 30 juillet au 7 août.
- Championnats du monde juniors, à Cali, du 1er au 6 août.
- Jeux de la solidarité islamique, à Konya, du 8 au 12 août.
- Championnats du monde de skyrunning, à San Domenico di Varzo, Bognanco et Riale, du 9 au 11 septembre.
- Championnats du monde de course en montagne et trail, à Chiang Mai, du 3 au 6 novembre.
- Skyrunner World Series, circuit mondial de 13 courses de skyrunning se déroulant entre le 8 mai et le 8 octobre.
- Ligue de diamant, circuit mondial de 13 meetings se déroulant entre le 13 mai et le 8 septembre.
- Coupe du monde de course en montagne, circuit mondial de 17 courses se déroulant entre le 21 mai et le 8 octobre.
- Golden Trail World Series, circuit mondial de 7 trails se déroulant entre le 29 mai et le 30 octobre.

### Afrique
- Championnats d'Afrique, à Saint-Pierre, du 8 au 12 juin.

### Amérique du Nord, centrale et Caraïbes
- Jeux de l'Association de libre-échange des Caraïbes (en), à Kingston, du 16 au 18 avril.
- Championnats d'Amérique du Nord, d'Amérique centrale et des Caraïbes, à Freeport, du 19 au 21 août.

### Amérique du Sud
- Championnats d'Amérique du Sud en salle (en), à Cochabamba, les 19 et 20 février.
- Jeux bolivariens (en), à Valledupar, du 1er au 5 juillet.
- Championnats d'Amérique du Sud jeunesse (en), à Säo Paulo, du 9 au 11 septembre
- Championnats d'Amérique du Sud espoirs (en), à Cascavel, du 29 septembre au 2 octobre.
- Jeux sud-américains, à Asuncion, du 12 au 15 octobre.

### Asie
- Jeux d'Asie du Sud-Est (en), à Hanoï, du 14 au 19 mai.

### Europe
- Coupe d'Europe des lancers, à Leiria, les 12 et 13 mars.
- Coupe d'Europe du 10 000 mètres, à Pacé, le 28 mai.
- Championnats des Petits Etats d'Europe (en), à Marsa, le 11 juin.
- Championnats d'Europe de course en montagne et trail, à El Paso, du 1er au 3 juillet.
- Championnats d'Europe jeunesse, à Jérusalem, du 4 au 7 juillet.
- Festival olympique de la jeunesse européenne, à Banská Bystrica, du 24 au 30 juillet.
- Championnats d'Europe, à Munich, du 15 au 21 août.
- Championnats d'Europe de cross-country, à Turin, le 11 décembre.

### Océanie
- Championnats d'Océanie, à Mackay, du 7 au 11 juin.

## Décès

### Janvier
- 3 janvier : Viktor Saneïev, sauteur de triple saut soviétique puis géorgien, à 76 ans (° 3 octobre 1945)[54].
- 4 janvier : Percy Hobson, sauteur en hauteur australien, à 79 ans (° 5 novembre 1942)[55].
- 6 janvier : Éliane Loneux, sauteuse en longueur française, à 95 ans (° 6 mai 1926).
- 8 janvier : John Rambo, sauteur en hauteur américain, à 78 ans (° 9 août 1943)[56].
- 10 janvier : Deon Lendore, coureur de 400 m trinidadien, à 29 ans (° 28 octobre 1992)[57].
- 10 janvier : Olavi Rinteenpää, coureur de 3 000 m steeple finlandais, à 97 ans (° 24 septembre 1924)[58].
- 11 janvier : Klaus Ploghaus, lanceur de marteau allemand, à 65 ans (° 31 janvier 1956).
- 11 janvier : Siegfried Valentin, coureur de demi-fond est-allemand puis allemand, à 85 ans (° 23 février 1936)[59].
- 15 janvier : Rink Babka, lanceur de disque américain, à 85 ans (° 23 septembre 1936).
- 19 janvier : Stanisław Grędziński, coureur de 400 m polonais, à 76 ans (° 19 octobre 1945)[60].
- 20 janvier : Benjamin Kogo, coureur de 3 000 m steeple kenyan, à 77 ans (° 30 novembre 1944)[61].
- 21 janvier : Rex Cawley, coureur de 400 m haies américain, à 81 ans (° 6 juillet 1940).
- 26 janvier : Mirza Khan, coureur de 400 m haies pakistanais, à 97 ans (° 15 décembre 1924).

### Février
- 7 février : Praveen Kumar, lanceur de disque indien, à 74 ans (° 6 décembre 1947)[62].
- 13 février : Berit Berthelsen, sauteuse en longueur norvégienne, à 77 ans (° 25 avril 1944)[63].
- 13 février : Francisco Sánchez Martínez, coureur de course en montagne colombien, à 54 ans (° 5 août 1967)[64].
- 17 février : Roddie Haley, coureur de 400 mètres américain, à 57 ans (° 6 décembre 1964)[65].
- 20 février : John Parker, coureur de 110 m haies britannique, à 94 ans (° 6 septembre 1927).
- 24 février : Ivanka Hristova, lanceuse de poids bulgare, à 80 ans (° 19 novembre 1941).
- 24 février : John Landy, coureur de demi-fond australien, à 91 ans (° 12 avril 1930)[66].

### Mars
- 6 mars : Robbie Brightwell, coureur de 400 mètres britannique, à 82 ans (° 27 octobre 1939)[67].
- 8 mars : John Parlett, coureur de demi-fond britannique, à 96 ans (° 19 avril 1925)[68].
- 11 mars : Paul Genevay, sprinteur français, à 83 ans (° 21 janvier 1939)[69].
- 12 mars : Pentti Karvonen, coureur de fond finlandais, à 90 ans (° 15 août 1931)[70].
- 14 mars : Charles Greene, sprinteur américain, à 76 ans (° 21 mars 1945).
- 24 mars : Kirk Baptiste, sprinteur américain, à 59 ans (° 20 juin 1962)[71].

### Avril
- 5 avril : Stanisław Kowalski, sprinteur et lanceur polonais, à 111 ans (° 14 avril 1910)[72].
- 10 avril : Desai Williams, sprinteur canadien, à 62 ans (° 12 juin 1959)[73].
- 18 avril : Lidiya Alfeyeva, sauteuse en longueur soviétique, à 76 ans (° 17 janvier 1946)[74].

### Mai
- 4 mai : Géza Varasdi, sprinteur hongrois, à 94 ans (° 6 février 1928).
- 21 mai : Jane Haist, lanceuse canadienne, à 73 ans (° 16 mars 1949).

### Juin
- 13 juin : Hari Chand, coureur de fond indien, à 69 ans (° 1er avril 1953)[75].
- 13 juin : Anatoliy Mikhailov, coureur de 110 mètres haies soviétique puis russe, à 85 ans (° 14 septembre 1936).
- 18 juin : Mamadou Sarr, coureur de 400 mètres sénégalais, à 83 ans (° 11 août 1938)[76].
- 22 juin : Jüri Tarmak, sauteur en hauteur soviétique puis estonien, à 75 ans (° 21 juillet 1946)[77].
- 23 juin : Henri Elendé, sauteur en hauteur congolais, à 80 ans (° 13 novembre 1941)[78].
- 27 juin : Jean-Hervé Stiévenart, triple sauteur puis entraîneur français, à 67 ans (° 15 octobre 1954)[79].
- 29 juin : Eeles Landström, perchiste finlandais, à 90 ans (° 3 janvier 1932)[80].
- 30 juin : Kazimierz Zimny, coureur de fond polonais, à 87 ans (° 4 juin 1935)[81].

### Juillet
- 5 juillet : Arne Åhman, triple sauteur et sauteur en hauteur suédois, à 97 ans (° 4 février 1925).
- 20 juillet : Jolán Kleiber, lanceuse de disque hongroise, à 82 ans (° 29 août 1939).
- 24 juillet : Alain David, sprinteur français, à 90 ans (° 26 janvier 1932)[82].

### Août
- 1er août : Lennart Back, marcheur suédois, à 89 ans (° 28 mai 1933)[83].
- 10 août : Lydia de Vega, sprinteuse philippine, à 57 ans (° 26 décembre 1964)[84].
- 18 août : John Gates Powell, lanceur de disque américain, à 75 ans (° 25 juin 1947).
- 22 août : Edmund Borowski, coureur de 400 mètres polonais, à 77 ans (° 23 janvier 1945)[85].
- 30 août : George Woods, lanceur de poids américain, à 79 ans (° 11 février 1943).

### Septembre
- 13 septembre : Brian Hewson, coureur de demi-fond britannique, à 89 ans (° 4 avril 1933)[86].

### Octobre
- 7 octobre : William Henry Nieder, lanceur de poids américain, à 89 ans (° 10 août 1933)[87].

### Novembre
- 1er novembre : Wilson Kiprugut, coureur de 400 mètres et de 800 mètres kenyan, à 84 ans (° 1938)[88].
- 2 novembre : Michael Möllenbeck, lanceur de disque allemand, à 52 ans (° 12 décembre 1969)[89].
- 8 novembre : George Young, coureur de 3 000 mètres steeple américain, à 85 ans (° 24 juillet 1937).
- 30 novembre : Murray Halberg, coureur de fond néo-zélandais, à 89 ans (° 7 juillet 1933)[90].

### Décembre
- 10 décembre : Dave Bolen, coureur de 400 mètres, diplomate et homme d'affaires américain, à 98 ans (° 23 décembre 1923).
- 20 décembre : Mykola Berezutskiy, hurdler soviétique puis ukrainien, à 85 ans (° 22 mars 1937)[91].
- 25 décembre : Henryk Szordykowski, coureur de demi-fond polonais, à 78 ans (° 3 juin 1944)[92].